# Neoechinorhynchus roseum
Neoechinorhynchus roseum är en hakmaskart som beskrevs av Salgado och Maldonado 1978. Neoechinorhynchus roseum ingår i släktet Neoechinorhynchus och familjen Neoechinorhynchidae. Inga underarter finns listade i Catalogue of Life.